# Jermaine Kearse
Jermaine Kearse (* 6. Februar 1990 in Lakewood, Washington) ist ein ehemaliger US-amerikanischer American-Football-Spieler auf der Position des Wide Receivers. Er spielte zuletzt für die Detroit Lions in der National Football League (NFL). Zuvor spielte er für die New York Jets und die Seattle Seahawks, mit denen er den Super Bowl XLVIII gewann.
Die Mutter von Kearse stammt aus Würzburg in Deutschland.

## College
Kearse spielte von 2008 bis 2011 College Football für die University of Washington und wurde in seiner Freshman-Saison in jedem der zwölf Saisonspiele als Wide Receiver eingesetzt. Er spielte dabei in drei Spielen von Anfang an (Starter).
In seiner zweiten Saison führte er sein Team mit 50 Passfängen bei 866 Yards Raumgewinn an. 2010 startete er in jedem einzelnen Saisonspiel und konnte 63 Passfänge für 1005 Yards und 12 Touchdowns verbuchen. In seinem letzten Jahr am College fing er 47 Bälle für 699 Yards und 7 Touchdowns.
Im College bekam Kearse den Spitznamen ChopChop.

## NFL

### Seattle Seahawks
Nachdem Kearse im NFL Draft 2012 nicht ausgewählt worden war, erhielt er am 28. April 2012 einen Vertrag bei den Seattle Seahawks. In der Saison 2012 erzielte er in sieben Spielen mit drei Passfängen 31 Yards. Zusätzlich spielte er noch in den Special Teams mit. Nach der Debütsaison unterzog sich Kearse einer LASIK-Operation, um eine Fehlsichtigkeit zu korrigieren.
In seiner zweiten NFL-Saison spielte er in 15 Spielen und war dabei in 5 Spielen in der Anfangsformation. Er schaffte 346 Yards und 4 Touchdowns bei 22 Passfängen.
In der dritten Saison spielte er ebenfalls in 15 Spielen und startete dabei in 14 Spielen. Diesmal schaffte er zwar nur einen Touchdown, hatte sich aber mittlerweile zu einer der wichtigsten Anspielstationen für Quarterback Russell Wilson entwickelt. Er kam auf 537 Yards bei 38 Passfängen.
Kearse besondere Stärke ist seine Anspielbarkeit bei weiten Pässen. Er tritt dabei besonders in den Play-offs in Erscheinung, wo er schon einige spielentscheidende Bälle gefangen hat. Im NFC Championship Game der Saison 2013 fing er einen Touchdown gegen die San Francisco 49ers. Mit dem Vorsprung aus diesem 35-Yards-Touchdown zogen die Seattle Seahawks dann in den Super Bowl XLVIII ein. Im NFC Championship Game 2014 fing er sogar den spielentscheidenden Touchdown gegen die Green Bay Packers, denn zu diesem Zeitpunkt war das Spiel in der Verlängerung und wurde mit dem 35-Yards-Touchdown von Kearse sofort zu Gunsten der Seattle Seahawks beendet. Der Touchdown war dabei der einzige Passfang von Kearse, da vier vorangegangene Passversuche von Quarterback Russell Wilson auf Kearse in Interceptions mündeten.
Am 11. März 2016 verlängerte er seinen Vertrag bei den Seattle Seahawks um drei weitere Jahre.

### New York Jets
Am 1. September 2017, einen Tag vor den Roster Cuts, tauschten die Seahawks Kearse zusammen mit einem Draft Pick zu den New York Jets. Im Gegenzug wechselte Defensive Lineman Sheldon Richardson zu den Seahawks.

### Detroit Lions
Am 6. Juni 2019 nahmen die Detroit Lions Kearse unter Vertrag. Bei der 3:31-Niederlage im Preseason-Spiel gegen die New England Patriots erlitt er einen Beinbruch. Am 10. August 2019 setzten die Lions Kearse auf die Injured Reserve List.
Am 29. September 2020 gab er sein Karriereende bekannt.

### Receiving-Statistik
| Jahr   | Team   | Rec | Yards | Avg  | Lng | TD | Fmb | Fmb lst |
| ------ | ------ | --- | ----- | ---- | --- | -- | --- | ------- |
| 2012   | SEA    | 3   | 31    | 10,3 | 17  | 0  | 0   | 0       |
| 2013   | SEA    | 22  | 346   | 15,7 | 43T | 4  | 1   | 1       |
| 2014   | SEA    | 38  | 537   | 14,1 | 60  | 1  | 0   | 0       |
| 2015   | SEA    | 49  | 685   | 14,0 | 50  | 5  | 1   | 0       |
| 2016   | SEA    | 41  | 510   | 12,4 | 36  | 1  | 0   | 0       |
| 2017   | NYJ    | 65  | 810   | 12,5 | 51  | 5  | 1   | 0       |
| 2018   | NYJ    | 37  | 371   | 10,0 | 29  | 1  | 0   | 0       |
| 2019   | DET    | 0   | 0     | –    | 0   | 0  | 0   | 0       |
| Gesamt | Gesamt | 255 | 3.290 | 12,9 | 60  | 17 | 3   | 1       |